# 스탄 발크스
스타니슬라위스 "스탄" 헨리퀴스 흐리스티나 발크스(네덜란드어: Stanislaus "Stan" Henricus Christina Valckx, 1963년 10월 20일, 림뷔르흐 주 아르선 ~)는 네덜란드의 전직 프로 추국 선수로, 현역 시절 중앙 수비수로 활약했다.

## 클럽 경력
발크스는 림뷔르흐 주 아르선 출신이다. 2부 리그의 VVV에서 신고식을 치른 그는 1988년에 PSV로 이적해 3번의 리그 우승, 2번의 KNVB 베커르 우승을 거두었는데, 1991-92 시즌에는 28번의 경기에서 4골을 기록해 우승에 일조했고, PSV의 전성기 한 축을 담당했다.
1992년, 28세의 발크스는 스포르팅 리스본으로 건너가 리스본 연고 구단이 3년차에 타사 드 포르투갈 우승에 일조했지만, 1994년 10월에 열린 마리티무와의 그 해 결승전에는 결장했는데, 이는 1994년 10월에 PSV 이적이 성사되어 자국 무대로 복귀했고, 1차례 더 리그를 우승하고 2000년 6월에 거의 37세가 되어 은퇴했는데, 그동안 500번이 넘는 공식 경기에 출전했다.

## 국가대표팀 경력
발크스는 네덜란드 국가대표팀 경기에 20번 출전했고, 1994년 월드컵에 자국의 국가대표로 발탁되어 대회에 출전했다. 그는 4번의 경기에 출전했는데, 네덜란드는 8강에서 나중에 우승을 차지하는 브라질에 패퇴했다.
발크스의 첫 국가대표팀 경기는 1990년 9월 26일에 열린 이탈리아와의 친선경기로 이 경기에서 0-0으로 비겼다.

## 수상

### 클럽
PSV
- 에레디비시: 1988–89, 1990–91, 1991–92, 1996–97, 1999–00
- KNVB 베커르: 1988–89, 1989–90, 1995–96
- 요한 크라위프 스할: 1996, 1997, 1998
- UEFA 슈퍼컵 준우승 1988
- 인터콘티넨털컵: 준우승 1988

스포르팅 리스본
- 타사 드 포르투갈: 1994–95

## 은퇴 후
은퇴 직후, 발크스는 PSV의 단장직을 맡아 몇 년을 활동했다. 2008년, 그는 얀 레커르 이사와 선수 대행자 블라도 레미치가 구단에 끼치는 영향력에 대해 언쟁을 벌였다. 이후, 그는 중국의 상하이 선화에서 같은 보직을 맡았다.
2010년 8월, 발크스는 폴란드 비스와 크라쿠프의 단장으로 취임했다. 4년 후, 그는 VVV에 기술 고문으로 복귀했다.